# Julián García Vargas
Julián García Vargas (Madrid, Espanya, 1945), és un economista i polític espanyol que ha estat Ministre de Sanitat i Ministre de Defensa en diversos governs de Felipe González.

## Biografia
Va néixer el 1945 a la ciutat de Madrid. Va estudiar ciències econòmiques a la Universitat Complutense de Madrid, i posteriorment va esdevenir funcionari del Cos Superior d'Administradors Civils de l'Estat.
En les eleccions de 1989, va ser elegit diputat per la província de Còrdova, i en les eleccions de 1993, per la província de València. En les cites electorals de 1996 i 2000, va ser elegit diputat (però en segon lloc) per la província d'Astúries.

## Activitat política
L'any 1982 fou nomenat President de l'Institut de Crèdit Oficial, càrrec que va mantenir fins al 1986, moment en el qual fou nomenat Ministre de Sanitat en el segon govern de Felipe González. L'any 1991 va esdevenir Ministre de Defensa en substitució de Narcís Serra, el qual va esdevenir Vicepresident del Govern.
Al desembre de 1995 fou nomenat va ser Enviat Especial de la Unió Europea a Bòsnia per tal de supervisar el respecte i acatament dels acords de pau de Dayton. Va ocupar aquest càrrec fins a l'abril de 1996.